# Mariella Zanetti
Mariella Zanetti (Bologna, 1º settembre 1944) è una regista, sceneggiatrice attrice e autrice italiana.

## Biografia
Inizia giovanissima come attrice di teatro, cinema e televisione. Successivamente scrive soggetti, dialoghi e revisioni, raggiungendo un ruolo autonomo come soggettista e sceneggiatrice. Come autrice e regista esordisce in RAI nel 1981 con L'altra metà del legno, ovvero storia di Pinocchia, radio-romanzo musicale scritto e diretto per Radio Due con le musiche originali di Gaetano Liguori. Segue l'ideazione e la produzione di quattro operine buffe: Se il delitto non paga, a volte appaga, Il vecchietto dove lo metto?, Chi arma il cemento non sempre è contento e Il piloro fatale, dei quali cura libretti e regia.
Con Folco Portinari e realizza 13 puntate radiofoniche de Il piacere della gola, viaggio immaginario attraverso la cultura del cibo. È anche autrice e regista de Una vita sul palcoscenico, ciclo di 9 puntate dedicate a Renato Rascel, Carlo Dapporto e Nino Taranto. Sempre per Radio Due idea, scrive e dirige Sadico revival, il peggio della canzone italiana, 65 puntate condotte da Cochi Ponzoni.
Contestualmente inizia a collaborare con RSI (Radiotelevisione della Svizzera italiana), realizzando diversi lavori come Miseria e fame non sono bella gente (1986), atto unico di teatro sperimentale, la serie sitcom radiofonica Questa volta ci sposiamo, i radiodrammi Anche i telefoni hanno un cuore, Sala d'attesa, Nome futuro, Radio a sorpresa, La voce del delitto e altri.
Scrive per Rosalina Neri Eternamante (1985), monologo teatrale in forma di musical, che va in scena a Milano con la regia di Massimo Navone. Fanno seguito diverse altre esperienze e sperimentazioni nel campo della drammaturgia come Aria Chiusa, che riceve il premio speciale della giuria di Teatro e Scienza nell'edizione 1994, la commedia Il gioco delle pance, tragedia brillante in nove mesi, che partecipa a Legenda 98, mostra mercato del testo teatrale organizzata da OUTIS. Tradotto in inglese il testo rappresenta l'Italia al Meeting di drammaturgia europea svoltosi al Gate Theatre di Londra. Nel 1999 scrive per il Mittelfest Caffè Odradek (ispirato a Franz Kafka) e Al Buon Soldato (ispirato a Jaroslav Hašek), spettacoli musicali entrambi rappresentati con la regia di Guido De Monticelli.
A San Mauro, nel 2000, debutta il suo spettacolo Giovanni Pascoli ribelle con Lucia Vasini e la regia di Massimo Navone, mentre l'anno successivo viene rappresentato Bocconcini di parole in salsa di note (Amami Artusi!), dedicato a Pellegrino Artusi, recitato e cantato da Claudio Bisio e Lallo Sbriziolo dei Dik Dik, sulle musiche di Gregorio Cosentino e con un menu realizzato per l'occasione da Arrigo Cipriani, Gualtiero Marchesi, Fulvio Pierangelini, Gianfranco Vissani. 
Nel 2004 vanno in onda su RSI 60 puntate di Ricordi dei Ricordi, storia della illustre casa musicale, scritta assieme a Claudio Ricordi e prodotta dalla radio svizzera. Sempre per RSI collabora con Ricordi nell'ideazione e nella scrittura di ...e come potevamo noi cantare..., 15 puntate dedicate ai musicisti vittime del nazifascismo. Il lavoro è finalista al Grand Prix International de la Radio nel 2008, ricevendo una menzione speciale. Seguono nel 2007 I Grandi Gershowitz, sceneggiato in 15 puntate sulla vita e le opere di George e Ira Gershwin, in collaborazione con Claudio Ricordi. Nel 2010, scrive e dirige Muratori – Sinfonia in grigio, 10 puntate con Francesca Angeli, l'anno successivo L'incantesimo della Montagna, sceneggiatura in 22 puntate basata su Der Zauberberg di Thomas Mann.
Nel 2013 è ideatrice, autrice e regista di All'Angelo Blu, commedia musicale liberamente ispirata al romanzo Professor Unrat oder Das Ende eines Tyrannen di Heinrich Mann, prodotta da RSI, che nella sua versione radiofonica ottiene la nomination al Prix Europa 2013.
In occasione di Expo 2015 scrive Lo spiritello del gusto e nello stesso anno RSI produce il musical Teen Dante, di cui è autrice e regista, con le musiche di Giovanni Santini.
Per la TV è stata consulente e responsabile del settore spettacolo nelle prime edizioni di Samarcanda di Rai3 (1987-90), per cui realizza servizi di teatro, costume, politica. È stata autrice e curatrice di Mosaico, trasmissione quotidiana di RAISAT3 (edizioni 1997, 1998, 2000, 2002). Nel 2001 è autrice dei testi di Visions, 4 puntate Educational su ecologia e ambiente, e di Testimonianze dai Lager, 10 puntate trasmesse da RaiSat e da RaiTre.
Nel 2009 viene presentato in anteprima al Cinema Anteo di Milano il docu-film, di cui è ideatrice e sceneggiatrice, Fratelli d'Italia?, sulla deportazione di ebrei italiani dalla Stazione Centrale di Milano con la regia di Dario Barezzi. Il DVD del film viene distribuito dal "Corriere della Sera" nel 2010 in occasione della Giornata della Memoria.
Da anni si occupa di organizzazione e progettazione culturale, realizzando anche progetti propri. Ha anche collaborato alla prima edizione di "Musica\Realt" a Reggio Emilia con Claudio Abbado, Luigi Nono, Maurizio Pollini, Salvatore Accardo, Luigi Pestalozza. Dal 1978 al 1981 fa parte di una commissione di quattro esperti costituita dal Comune di Milano per promuovere il decentramento culturale.
Come giornalista ha firmato tra il 1986 e il 1989 la critica teatrale per "Il Sole 24 Ore". Tra il 2001 e il 2002 conduce seminari di improvvisazione comica rivolti a giovani attori. Nel 2012 presso il Dipartimento dell'educazione della cultura e dello sport del Canton Ticino (divisione degli studi universitari) riceve l'incarico di seguire i soggetti finalisti del concorso teatrale del dipartimento e di curarne la regia. Nel 2014, presso la Civica Scuola "Paolo Grassi" di Milano, è titolare di un corso di prosa radiofonica rivolto agli allievi di drammaturgia.

## Radio

### Autrice o sceneggiatrice
- L'altra metà del legno, ovvero storia di Pinocchia (1981)
- Se il delitto non paga, a volte appaga (1983)
- Il vecchietto dove lo metto?
- Chi arma il cemento non sempre è contento
- Il piloro fatale
- Non si sa cosa fare
- Grazie per le belle risate
- Il piacere della gola
- Una vita sul palcoscenico
- Sadico revival, il peggio della canzone italiana
- Miseria e fame non sono bella gente (1986)
- Questa volta ci sposiamo
- Anche i telefoni hanno un cuore
- Sala d'attesa
- Nome futuro
- Radio a sorpresa
- La voce del delitto
- Ricordi dei Ricordi (2004)
- ...e come potevamo noi cantare... (2006)
- I Grandi Gershowitz (2007)
- Muratori – Sinfonia in grigio (2010)
- L'incantesimo della Montagna (da Der Zauberberg di Thomas Mann) (2011)
- Lo spiritello del gusto

### Attrice
- Romeo, Giulietta e le tenebre di Jan Otčenášek, regia di Marcello Saltarelli (1970)
- Manfred di Lord Byron / Robert Schumann, maestro direttore Piero Bellugi, regia di Carlo Quartucci (Auditorium Rai di Torino) (1970)
- Piccola città di Thornton Wilder, con Luigi Vannucchi, regia di Andrea Camilleri (1971)
- Tutto per bene di Luigi Pirandello, regia di Ottavio Spadaro (1971)
- Delitto e castigo Fëdor Dostoevskij regia di Vittorio Melloni (15 puntate) (1972)
- Una strana giornata di Alice regia di Giandomenico Giagni (1972)
- Tristano e Isotta regia di Giandomenico Giagni (a puntate) (1972)
- Storia di una capinera da Giovanni Verga, regia di Ottavio Spadaro (a puntate) (1972)
- Juan Palmieri Tupamaro di Antonio Larreta, regia di Raffaele Meloni (1973)
- Guerra e pace da Tolstoj, regia di Vittorio Melloni (40 puntate) (1973)
- Madre Cabrini, regia di Gennaro Magliulo (1973)
- Il primo allarme di Edith Bruck, regia di Silvio Maestranzi (1974)
- Il Trovarobe, regia di Pino Gilioli (a puntate) (1974)

## Teatro

### Autrice o sceneggiatrice
- Eternamante, monologo teatrale in forma di musical (1985)
- Aria Chiusa
- Il gioco delle pance, tragedia brillante in nove mesi
- Caffè Odradek (da Franz Kafka) (1999)
- Al Buon Soldato (da Jaroslav Hašek) (1999)
- Giovanni Pascoli ribelle (2000)
- Bocconcini di parole in salsa di note (Amami Artusi!)
- All'Angelo Blu (da Professor Unrat oder Das Ende eines Tyrannen di Heinrich Mann) (2013)
- Teen Dante (2015)

### Attrice
- Schweyk nella Seconda Guerra Mondiale di Bertolt Brecht, con Tino Buazzelli, regia di Giorgio Strehler (Teatro Eliseo, Roma) (1960)
- Un cannone per Mariù di Giancarlo Fusco, con Giancarlo Cobelli e Didi Perego, regia di Virginio Puecher, musiche di Fiorenzo Carpi (Piccolo Teatro di Milano) (1961)
- Poesie e verità,  regia di Gianroberto Cavalli (Teatro Stabile di Bologna) (1962)
- La colonna infame di Dino Buzzati, con Polo Poli, Giustino Durano, Gianni Cajafa, regia di Edmo Fenoglio, musiche di Gino Negri, scene di Eugenio Guglielminetti (Teatro Sant'Erasmo, Milano) (1962)
- Corte Savella di Anna Banti, con Paola Pitagora, Ugo Pagliai, Vittorio Sanipoli, regia di Luigi Squarzina, scene di Gianni Polidori (Teatro Stabile di Genova) (1963)
- Danza di morte di August Strindberg,  con Olga Villi, Vittorio Sanipoli, Ruggero De Daninos, regia di Luigi Squarzina (Teatro Stabile di Genova) (1963)
- Ciascuno a suo modo di Luigi Pirandello, con Alberto Lionello, regia di Luigi Squarzina, scene di Pier Luigi Pizzi (Teatro Stabile di Genova) (1964)
- L'Anconitana di Ruzante, regia di Gianfranco De Bosio, scene di Emanuele Luzzati (Teatro Stabile di Torino) (1965)
- Corruzione al Palazzo di Giustizia di Ugo Betti, con Gianni Santuccio, regia di Gianfranco De Bosio (Teatro Stabile di Torino) (1965)
- Il cavallo a vapore di Barillet e Gredy, con Lauretta Masiero, Aldo Giuffrè, Vittorio Mezzogiorno, Tina Lattanzi, regia di Daniele D'Anza (Teatro Sant'Erasmo, Milano) (1967)
- La Mandragola di Niccolò Machiavelli, regia di Roberto Guicciardini (Firenze Teatro) (1968)
- La coppa d'argento di Sean O'Casey, regia di Roberto Guicciardini (Firenze Teatro) (1968)
- Nel fondo di Maksim Gorkij, regia di Giorgio Strehler (Teatro e Azione) (1971)
- Gli anni del Fascismo di Dacia Maraini, regia di Bruno Cirino (1971)

## Televisione

### Autrice e consulente
- Samarcanda di Rai3 (1987-90)
- Mosaico di RaiSat3 (1997, 1998, 2000, 2002)
- Visions (2001)
- Testimonianze dai Lager Archiviato il 18 ottobre 2017 in Internet Archive. (RaiSat e da RaiTre)

### Attrice
- Cenerentola, regia di Stefano De Stefani (1961)
- Tana di ladri, regia di Eros Macchi (1961)
- Le acque della Luna, regia di Mario Lanfranchi (trasmessa il 5 gennaio, in occasione dell'inaugurazione degli studi televisivi di Napoli) (1962)
- Il passo più lungo, regia di Italo Alfano (1964)
- Il Nicolino, regia di Fernanda Turvani (1965)
- Brodo di pollo con l'orzo, regia di Flaminio Bollini (1969)
- Bellezza di Bath, regia di Daniele D'Anza (1969)
- Un cappello pieno di pioggia, regia di Giuseppe Fina (1969)
- La maestrina degli operai, regia di Guglielmo Morandi (1969)
- Il muro di Millard Lampell, regia di Leandro Castellani (1970)
- La fantastica storia di Don Chisciotte della mancia, regia di Roberto Lerici (5 puntate) (1970)
- Stella, regia di Carlo Quartucci (1971)
- Nel fondo, regia di Giorgio Strehler (1972)
- Ipotesi sulla scomparsa di un fisico atomico, regia di Leandro Castellani (1972)
- Gamma, regia di Salvatore Nocita (4 puntate) (1975)

## Cinema

### Sceneggiatrice
- Quasi quasi, regia di Gianluca Fumagalli (2002)
- Fratelli d'Italia?, docu-film, regia di Dario Barezzi (2009)

### Attrice
- Le italiane e l'amore, episodio diretto da Gian Vittorio Baldi (1961)
- La banda Casaroli, regia di Florestano Vancini (1962)
- Gli altri, gli altri... e noi, regia di Maurizio Arena (1967)
- Trio, regia di Gianfranco Mingozzi (1967)
- LSD L'inferno per pochi dollari, regia di Massimo Mida (1967)
- Dropout, regia di Tinto Brass (1970)